# Me gusta (Inna)
Me gusta è un singolo della cantante rumena Inna, pubblicato nel 2018. Il brano fu presentato nel corso del 2017 solo in una versione demo ed eseguito dal vivo in una radio romena. Fu pubblicato il 14 febbraio 2018 e si decise inizialmente la creazione di un album in spagnolo, che avrebbe dovuto vedere la luce nel 2019. Si suppose che questo brano sarebbe diventato il primo singolo estratto da questo futuro disco, ma venne poi scartato dalla cantante. Così questo singolo rimase un singolo digitale, non appartenente a nessun album.

## Video musicale
Il video musicale è stato girato in parte a Bucarest (Romania) e in parte a Barcellona (Spagna).

## Tracce
- Download digitale

1. Me Gusta – 3:54